# Delivery (singolo)
Delivery è un brano della band indie rock Babyshambles. Si tratta del primo singolo tratto dal secondo album Shotter's Nation.Inizialmente il brano faceva parte di un demo che veniva regalato su internet.  Il 19 agosto l'NME annunciò che sarebbe stata regalata una copia del demo su un vinile da 7" nella settimana del 12 settembre.
Il singolo venne pubblicato il 17 settembre 2007 per l'EMI.
La copertina del singolo è stata disegnata dallo stesso Pete Doherty.
La rivista Q considera Delivery la canzone più importante del settembre 2007.

## Il video musicale
Il video di Delivery è stato trasmesso per la prima volta su il canale televisivo inglese Channel 4 a mezzanotte e dodici minuti. In Italia venne trasmesso la prima volta il 16 settembre 2007 su MTV.
Il video è stato diretto da Douglas Hart. Il video, girato tutto in bianco e nero con il super 8, mostra Pete Doherty che canta per le vie della città o in una Jaguar con il resto della band.

## Tracce
- Maxi CD CDRS 6747[3]

1. "Delivery"
2. "Stone Me"
3. "I Wish" (Mik's Vocal Version)
4. "Delivery" (Video)